# Bogorodskoje (rejon wołogodzki)
Bogorodskoje (ros. Богородское) – wieś w Rosji, w rejonie wołogodzkim obwodu wołogodzkiego. W 2021 r. była niezamieszkana.